# Betsabé Páez
Betsabé Páez (* 27. Oktober 1993) ist eine argentinische Leichtathletin, die sich auf den Hochsprung spezialisiert hat.

## Sportliche Laufbahn
Erste internationale Erfahrungen sammelte Betsabé Páez im Jahr 2008, als sie bei den Jugendsüdamerikameisterschaften in Lima mit übersprungenen 1,72 m die Silbermedaille gewann. Im Jahr darauf schied sie dann bei den Jugendweltmeisterschaften in Brixen mit 1,60 m in der Qualifikation aus und gewann anschließend bei den Juniorensüdamerikameisterschaften in São Paulo mit einer Höhe von 1,73 m die Silbermedaille, ehe sie bei den Panamerikanischen-Juniorenmeisterschaften in Port of Spain mit derselben Höhe Rang vier belegte. 2010 belegte sie bei den Ibero-Amerikanischen Meisterschaften in San Fernando mit 1,80 m den fünften Platz und schied anschließend bei den Juniorenweltmeisterschaften im kanadischen Moncton mit 1,74 m in der Qualifikation aus. Daraufhin belegte sie bei den erstmals ausgetragenen Olympischen Jugendspielen in Singapur mit 1,79 m den sechsten Platz und siegte daraufhin bei den Jugendsüdamerikameisterschaften in Santiago de Chile mit übersprungenen 1,75 m. Bei den Südamerikameisterschaften in Buenos Aires gewann sie mit 1,77 m die Silbermedaille hinter der Venezolanerin Marielys Rojas und wurde anschließend bei den Panamerikanischen-Juniorenmeisterschaften in Miramar mit 1,77 m Vierte.
2014 gewann sie bei den Ibero-Amerikanischen Meisterschaften in São Paulo mit übersprungenen 1,75 m die Silbermedaille hinter der Brasilianerin Mónica de Freitas und gewann bei den U23-Südamerikameisterschaften in Montevideo mit 1,76 m die Bronzemedaille hinter den Brasilianerinnen Tamara de Sousa und Ana Paula de Oliveira. Im Jahr darauf gewann sie dann auch bei den Südamerikameisterschaften in Lima mit 1,76 m die Bronzemedaille, diesmal hinter der Brasilianerin de Oliveira und Candy Toche aus Peru. Vier Jahre darauf gewann sie bei den Südamerikameisterschaften ebendort mit 1,75 m erneut die Bronzemedaille hinter der Kolumbianerin María Fernanda Murillo und Valdiléia Martins aus Brasilien. 2020 gewann sie bei den erstmals ausgetragenen Hallensüdamerikameisterschaften in Cochabamba mit einer Höhe von 1,73 m die Bronzemedaille hinter Martins aus Brasilien und der Uruguayerin Lorena Aires.
2009 und 2010, 2014, 2018 und 2019 wurde Páez argentinische Meisterin im Hochsprung.

## Persönliche Bestleistungen
- Hochsprung: 1,81 m, 23. November 2016 in Rosario
  - Hochsprung (Halle): 1,73 m, 2. Februar 2020 in Cochabamba